# فرانسيس موريس (أمينة متحف)
فرانسيس موريس (بالإنجليزية: Frances Morris)‏ هي أمينة متحف بريطانية، ولدت في 1958 في لندن في المملكة المتحدة.

## وصلات خارجية
- فرانسيس موريس على موقع مونزينجر (الألمانية)